# Нутка (остров)
Нутка (англ. Nootka Island) — остров в Тихом океане, у западного берега острова Ванкувер.

## География
Административно принадлежит канадской провинции Британская Колумбия. Площадь острова составляет 534 км². Длина береговой линии 187 км. Остров отделяется от острова Ванкувер заливами Нутка, Эсперанза и Тахсис.

## История
Индейцы прибыли в деревню Юкота свыше четырёх тысяч лет назад, привлечённые богатством морской фауны, мягким климатом и прекрасной природой.
В марте 1778 года капитан Британского флота Джеймс Кук стал первым европейцем, ступившим на землю Британской Колумбии, когда посетил посёлок на острове Нутка. Таким образом Юкота, также известная как Френдли Коув (Дружеская бухта), стала местом первого контакта европейцев с индейцами Британской Колумбии. Однако испанцы[кто?] всегда отрицали первенство Джеймса Кука цитированием судового журнала Хуана Хосе Переса Эрнандеса, заходившего в залив Нутка в 1774 году.
Альтернативная версия борьбы за остров и залив Нутка изображена в сериале «Табу» с Томом Харди в главной роли.